# Étienne-Gabriel Arbanère
Étienne-Gabriel Arbanère (Sète, Hérault, 6 de junio de 1784 -Tonneins, Lot-et-Garonne, 8 de marzo de 1858) fue un poeta, romancero, escritor e historiador francés.

## Biografía
Arbanère nació en Cetti y estudio en el colegio de Sorize, y después de haber recorrido la Svizzera, Italia e Inglaterra, Retorno a Francia donde fue miembro de la Sociedad de Agricultura, Ciencia y Artes de Agen, miembro de la Société française de statistique y corresponsal de la Academia de Ciencias Morales y Políticas. Desde 1827 fue alcalde de Tonneins, Lot-et-Garonne hasta 1831. Condecorado como Caballero de la Legión de Honor.
Como escritor dejó escrito unas epístolas en verso, tabla de los Pirineos franceses acompañada de observaciones, caracteres, costumbres y dialectos de la población, análisis de la historia de Roma, y estudios sobre la Edad Media y los Tiempos Modernos, y otras obras.

## Obras
- Epitres, in versi, Chants du Printemps
- Tableau des Pirénées français
- Les Pyrénées françaises, Bouhet, 2005.
- Analyse de la histoire romaine, 1848.
- Les études sur le moyenage et les temps modernes
- Etudes sur l'histoire universelle, Bibliobazaar, 2011.
- Analyse de l`histoire asiatique et de l`histoire grecque, París, 1835.